# Anomalia irydowa
Anomalia irydowa – występowanie w niektórych warstwach skalnych podwyższonej zawartości irydu, pierwiastka na powierzchni Ziemi bardzo rzadkiego.
Iryd występuje w skorupie ziemskiej w ilości 3×10−6 ppm. Występowanie anomalii irydowych jest najprawdopodobniej skutkiem uderzeń meteorytów i planetoid. Najbardziej znaną anomalią irydową jest ta na granicy kreda–paleogen (tradycyjnie kreda–trzeciorzęd), odpowiadająca wymieraniu kredowemu. Anomalię tę odkrył zespół kierowany przez fizyka (noblistę) Luisa Alvareza, w skład którego wchodził między innymi geolog Walter Alvarez. W Polsce pierwszą anomalię irydową odkrył w profilu Lechówki koło Chełma zespół, w którego składzie byli Grzegorz Racki, Marcin Machalski, Christian Koeberl i Marian Harasimiuk.